# Cá rô phi
Cá rô phi là tên thông thường của một nhóm loài cá nước ngọt phổ biến, nhưng một số loài trong chúng cũng có thể sống trong các môi trường nước lợ hoặc nước mặn, chúng sống chủ yếu tại sông suối, kênh rạch, ao hồ. Đây là giống cá thuộc họ Cichlidae gồm có nhiều chủng loại, có nguồn gốc phát sinh từ châu Phi và Trung Đông. Một trong những loài đặc hữu của họ cá này là Cá rô phi đỏ (Oreochromis sp), cá rô phi xanh (Oreochromis aureus) và rô phi vằn (Oreochromis niloticus). Là loài cá có giá trị kinh tế và thông dụng trong bữa ăn, cá rô phi được du nhập đi nhiều nơi và nhiều loài đã trở thành loài xâm lấn.

## Giá trị

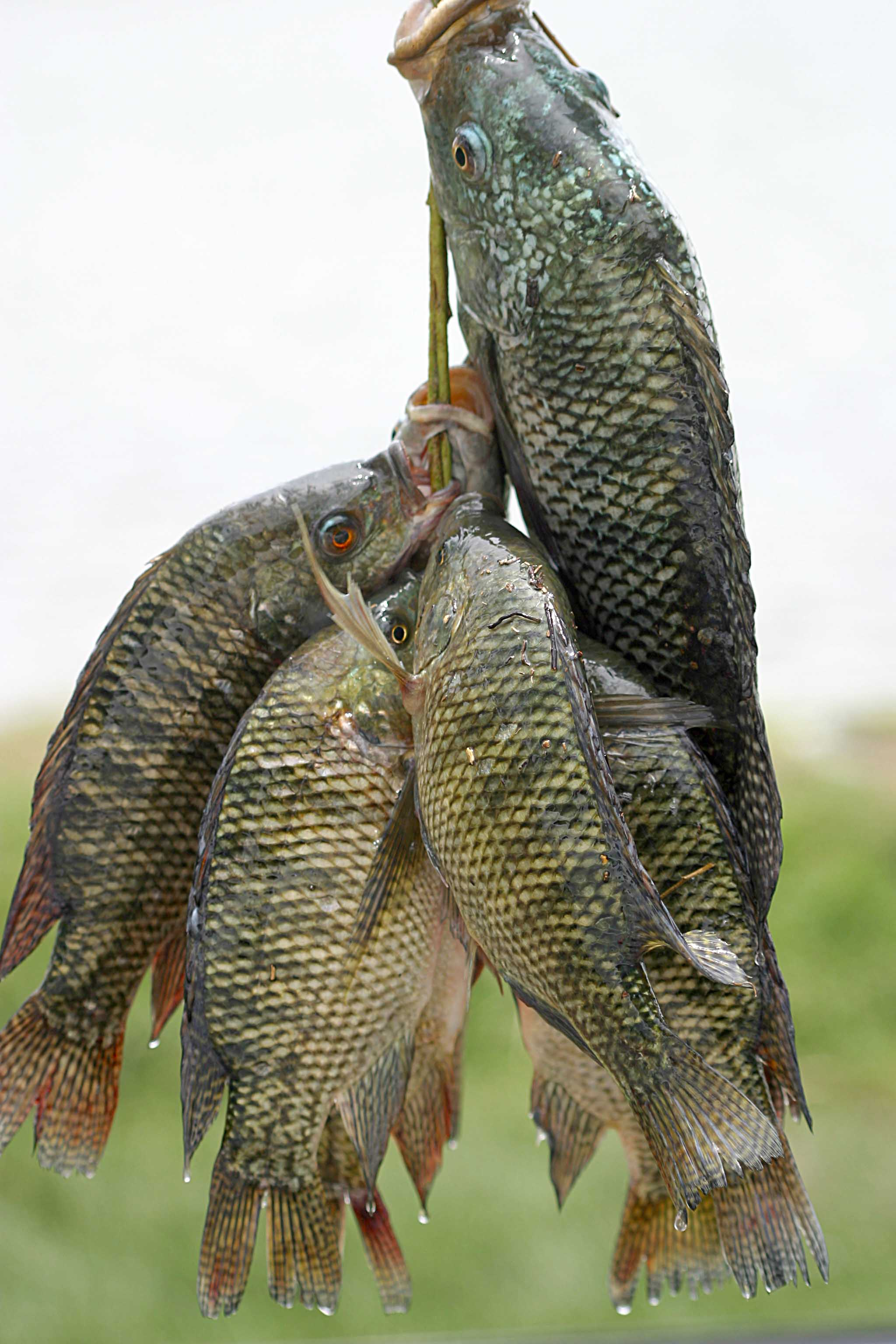
Đánh bắt cá rô phi